# SKIL
SKIL‏ (SKI like proto-oncogene) هوَ بروتين يُشَفر بواسطة جين SKIL في الإنسان.